# Sven Erik Bystrøm
Sven Erik Bystrøm (Haugesund, 21 gennaio 1992) è un ciclista su strada norvegese che corre per il team Groupama-FDJ.
Ai Campionati del mondo 2014 a Ponferrada ha vinto la medaglia d'oro nella prova in linea Under-23, dopo un attacco protratto tra l'ultima salita e la discesa seguente che gli ha permesso di anticipare Caleb Ewan e Kristoffer Skjerping. Professionista dal 2015, è stato campione nazionale in linea nel 2020.

## Palmarès
- 2009 (Juniores)

2ª tappa Grenland Grand Prix
Classifica generale Grenland Grand Prix
- 2010 (Juniores)

3ª tappa Regio-Tour (Soultz Thierenbach > Lutterbach)
- 2011 (SparebankenVest - Ridley)

Classifica generale Grenland Grand Prix
Norway Criterium
- 2012 (Øster Hus-Ridley, due vittorie)

Rund um den Finanzplatz Eschborn-Frankfurt Under-23
Rankingritt Grenland
- 2013 (Øster Hus-Ridley, due vittorie)

2ª tappa Eidsvollrittet
Norway Criterium
- 2014 (Team Katusha, una vittoria)

Campionati del mondo, Prova in linea Under-23
- 2020 (UAE Team Emirates, una vittoria)

Campionati norvegesi, Prova in linea

### Altri successi
- 2012 (Øster Hus-Ridley)

Campionati norvegesi, Cronosquadre
- 2014 (Team Oster Hus - Ridley)

Campionati norvegesi, Cronosquadre
- 2015 (Team Katusha)

Classifica giovani Circuit Cycliste Sarthe
Prologo Giro d'Austria (Vienna, cronosquadre)

## Piazzamenti

### Grandi Giri
- Giro d'Italia

2023: non partito (10ª tappa)
2025: 130º
- Tour de France

2019: 110º
2022: 92º
- Vuelta a España

2016: 141º
2017: non partito (8ª tappa)
2018: 113º
2024: 117°

### Classiche monumento
- Milano-Sanremo

2016: 74º
2017: 114º
2018: 54º
2019: 54º
2021: 107º
2023: 62º
2024: 52º
2025: 94º
- Giro delle Fiandre

2015: 80º
2018: 40º
2019: 38º
2020: 20º
2021: 37º
2023: 31º
2024: 69°
2025: 89º
- Parigi-Roubaix

2018: 27º
2019: ritirato
2021: ritirato
2024: 74º
2025: 75º

### Competizioni mondiali
- Campionati del mondo

Mosca 2009 - In linea Juniores: ritirato
Offida 2010 - In linea Juniores: 39º
Copenaghen 2011 - In linea Under-23: 27º
Limburgo 2012 - In linea Under-23: 21º
Toscana 2013 - In linea Under-23: ritirato
Ponferrada 2014 - In linea Under-23: vincitore
Richmond 2015 - In linea Elite: ritirato
Doha 2016 - Cronosquadre: 8º
Doha 2016 - In linea Elite: 30º
Innsbruck 2018 - In linea Elite: ritirato
Yorkshire 2019 - In linea Elite: 34º
Fiandre 2021 - In linea Elite: 33º
Wollongong 2022 - In linea Elite: 37º
- Giochi olimpici

Rio de Janeiro 2016 - In linea: ritirato

### Competizioni europee
- Campionati europei

Hooglede-Gits 2009 - In linea Juniores: 43º
Offida 2011 - In linea Under-23: ritirato
Goes 2012 - In linea Under-23: 38º
Olomouc 2013 - In linea Under-23: 35º
Nyon 2014 - In linea Under-23: 54º
Herning 2017 - In linea Elite: 36º
Glasgow 2018 - In linea Elite: ritirato
Alkmaar 2019 - In linea Elite: ritirato
Plouay 2020 - In linea Elite: 12º
Trento 2021 - In linea Elite: ritirato